# Polígono industrial de Landaben
El Polígono Industrial de Landaben (Landabengo industrialdea en euskera) es una zona industrial de Pamplona (Navarra, España) situada al noroeste de la ciudad. En él se ubica entre otras grandes empresas Volkswagen, que es la industria que más puestos de trabajo genera en la cuenca de Pamplona; en 2009 tiene una plantilla de 5.000 trabajadores aproximadamente.

## Historia
Fue construido dentro del Plan de Promoción Industrial de Navarra (PPI) de 1964, promovido por la Diputación Foral de Navarra, junto con otros 14 polígonos industriales repartidos por toda Navarra.
El hecho más significativo fue la implantación de AUTHI (Automóviles de Turismo Hispano Ingleses) en 1966, que fabricó modelos de las marcas británicas Austin y Morris bajo licencia. En 1975 las instalaciones pasaron a ser de SEAT y desde 1994 del Grupo Volkswagen.

## Empresas
| Sector industrial | Empresas              | Trabajadores |
| ----------------- | --------------------- | ------------ |
| Automoción        | Volkswagen Navarra    |              |
| Automoción        | Dana equipamientos    |              |
| Automoción        | Asientos Esteban      |              |
| Automoción        | MIASA                 |              |
| Automoción        | TRW Automotive España |              |
| Automoción        | Delphi-Packard España |              |
| Icer Brakes       |                       |              |
| Otros             | Koxka                 |              |

## Comunicaciones
| Transporte Urbano Comarcal/Eskualdeko Hiri Garraioa |       |          |
| Inicio                                              | Línea | Fin      |
| San Juan/Donibane                                   | 24    | Landaben |
| Taxi Iruñerria                                      |       |          |
| Zona                                                | A     | A        |
| Estaciones                                          |       |          |